# Délit de fuite (film, 1966)
Pour les articles homonymes, voir Délit de fuite (homonymie).
Pour plus de détails, voir Fiche technique et Distribution.
Délit de fuite (ひき逃げ, Hikinige) est un film japonais réalisé par Mikio Naruse en 1966.

## Synopsis
À la suite du décès accidentel de son époux, Kuniko Bannai doit élever seule son fils, Takeshi, un garçon de six ans fort dissipé. Or, pour son malheur, Kinuko Kakinuma, l'épouse d'un industriel, conduisant sa voiture de sport en compagnie d'un jeune amant, Ogasawara, renverse Takeshi et le blesse mortellement. Celle-ci ne veut croire qu'à un léger accident et poursuit donc sa route. Son mari, craignant de compromettre sa carrière, demande à son chauffeur de se dénoncer à la place de sa femme. 
D'un autre côté, le frère de Kuniko, Kōji, un petit malfrat habitué des mauvais coups, obtient, au terme d'une dure transaction, un dédommagement financier important. Mais, Kuniko n'est guère plus heureuse : « Mon fils était tout pour moi, il n'est plus là, je veux m'amuser avant de mourir », dit-elle. Toutefois, lorsqu'elle apprend la vérité, grâce à l'une de ses voisines, témoin de l'accident, un désir de vengeance s'empare d'elle. 
Elle rôde, désormais, autour de la demeure des Kakinuma et parvient à se faire engager chez eux comme femme de ménage.

## Fiche technique
- Titre français : Délit de fuite
- Titre original : ひき逃げ (Hikinige?)
- Réalisation : Mikio Naruse
- Assistant réalisateur : Seijun Kawanishi
- Scénario : Zenzō Matsuyama
- Photographie : Rokuro Nishigaki (Tohoscope, noir et blanc)
- Musique : Masaru Satō
- Décors : Satoru Chūko
- Production : Sanezumi Fujimoto
- Société de production : Tōhō
- Genre : Drame
- Format : noir et blanc - 2,35:1 - Format 35 mm - son mono
- Durée : 100 minutes (métrage : 2 585 m)
- Pays d'origine :  Japon
- Année de réalisation : 1966
- Date de sortie : Japon : 16 avril 1966

## Distribution artistique
- Hideko Takamine : Kuniko Bannai
- Eitarō Ozawa : Hishashiro Kakinuma, l'industriel
- Yōko Tsukasa : Kinuko, son épouse
- Daisuke Katō : Tomohiro Kawashima
- Jin Nakayama : Susumu Ogasawara
- Toshio Kurosawa : le frère de Kuniko, Kōji
- Yasuhiro Komiya : Takeshi, le fils de Kuniko
- Kaoru Hirata : Kenishi, le fils des Kakinuma

## Commentaire
À partir d'un scénario très dramatiquement accentué – on songe à celui du film espagnol Mort d'un cycliste –, Mikio Naruse annexe cette sombre histoire à son univers intrinsèque, composé de mouvance et d'instabilité. « Ce navigateur du "monde flottant" (ukiyo) », suivant la belle expression de Max Tessier, historien du cinéma japonais, construit son film en un très grand nombre de séquences courtes, dépourvues de paroxysmes et de brusques rebondissements. En revanche, l'accumulation de celles-ci crée, selon Jacques Lourcelles, « une très forte tension, née de la description du calvaire enchevêtré des deux femmes ». Le calvaire de l'une, Kinuko, s'achève par l'accomplissement d'un infanticide et le suicide ; celui de l'autre, Kuniko, s'accusant d'un assassinat qu'elle préméditait initialement, échoue dans la folie extrême. Les fins de Kinuko/Kuniko offrent un exemple de tragique symétrie qui, aux yeux du spectateur moyen, pourra fonctionner comme un salutaire avertissement sur les dangers de la circulation urbaine, dont chacun doit, à son niveau, se sentir responsabilisé. Mais comment ne pas voir, qu'à travers ce film, qui n'est pourtant point associé à sa période la plus faste, Mikio Naruse réalise le miracle « d'être fidèle à l'essence de son art » ? (J. Lourcelles in : Dictionnaire  du cinéma/Les films - Robert Laffont).